# 557 (numero)
Cinquecentocinquantasette (557) è il numero naturale dopo il 556 e prima del 558.

## Proprietà matematiche
- È un numero dispari.
- È un numero difettivo.
- È un numero primo.
  - È un numero primo di Eisenstein.
- È un numero congruente.
- È parte delle terne pitagoriche (165, 532, 557), (557, 155124, 155125).

## Astronomia
- 557 Violetta è un asteroide della fascia principale del sistema solare.
- NGC 557 è una galassia lenticolare della costellazione della Balena.

## Astronautica
- Cosmos 557 è un satellite artificiale russo.